# Javier Merino Córdova
Francisco Javier Merino Córdova (Chimbote-Áncash, 1994) es un gestor cultural, comunicador, dramaturgo, actor, director teatral peruano, y especialista en comunicación y MKT político contemporáneo.

## Biografía
Hijo del Técnico Jefe Superior del Ejército del Perú Francisco Javier Merino Abanto, a la edad de 15 años ingresa a la Universidad Nacional Federico Villarreal a estudiar Ciencia Política, carrera que deja a los dos años para estudiar actuación con el destacado actor y director peruano Bruno Odar. A la par estudia la carrera de Comunicación Integral en el Instituto San Ignacio de Loyola. En 2015 estudia actuación con el reconocido director de teatro peruano David Carrillo en la Asociación Cultural Plan 9, asociación que conforma Carrillo junto con el cineasta Giovanni Ciccia. Tras esto cursa estudios de dramaturgia junto al veterano dramaturgo Alonso Alegría y después con el prolífico dramaturgo peruano Federico Abrill. Luego, en 2018 decide complementar su carrera de Comunicaciones y Publicidad en la Universidad San Ignacio de Loyola.
En 2016 decide dirigir y coproducir la obra El abanico de Lady Windermere, del célebre dramaturgo y escritor irlandés Oscar Wilde en el Teatro Julieta de Miraflores. En junio funda la revista física Café Society, especializada en arte y cultura, la misma que luego llevaría al digital. Ese mismo año dirige a los primeros, y ya fallecidos, actores nacionales Enrique Victoria y Claudia Dammert en la obra La Carta, de Marcos Gamboa Loayza. Tras esto actúa en la obra Love & Chill, de David Carrillo y Federico Abrill, dirigida por David Carrillo. El 2017 es llamado por Bruno Odar para actuar en la obra Supertormenta, de Giuseppe Albatrino. Este mismo año dirige la obra Pequeñas Certezas en el Teatro Mocha Graña, de la dramaturga mexicana Bárbara Colio. Ese mismo año dirige la obra El último verano, escrita por Cristhian Palomino y basada en el best-seller de Ann Meyers, Ethan between us. Unos meses después es llamado para pertenecer al grupo Cuéntame Shakespeare, dirigido por Bruno Odar. Es con este grupo que realiza las obras Otelo; Hamlet; La Fierecilla Domada, y Mucho ruido y pocas nueces en los auditorios de la Asociación Cultural Peruano Británica y en el Teatro Municipal de Lima; todas del dramaturgo inglés William Shakespeare, adaptadas y dirigidas por Bruno Odar.
En verano del 2018 dirige la obra Médium Animal, de Cristhian Palomino, y protagonizada por Amparo Brambilla. Tras esto dirige la obra Bandolero & Malasangre del escritor venezolano Gustavo Ott en el Club de Teatro de Lima. Este año se aleja del teatro para encargarse de la estrategia de comunicaciones de la campaña política del distrito de Ate (el tercer distrito más grande en población del Perú), junto al candidato Juan Enrique Dupuy García.
En 2019 da vida al personaje de La Criatura en la obra Frankenstein de Mary Shelley dirigida por Bruno Odar en el Centro Cultural Ricardo Palma de Miraflores. Ese mismo año produjo junto al empresario Gary Prialé y dirigió su obra Magia en una Lima de noche, la misma que obtuvo comentarios positivos de la crítica nacional y fue nominada a Mejor Director, Mejor Obra, Mejor Actor Secundario (José Dammert) y Mejor Actriz Secundaria (Jackeline Felipe), en los premios del Oficio Crítico 2019.[cita requerida]
Merino ha dirigido a primeros actores de la talla de Enrique Victoria, Claudia Dammert, Tatiana Espinoza, Amparo Brambilla y Reynaldo Arenas. Así como a jóvenes y destacados actores de la escena nacional como a Ekaterina Konysheva, Daniela Feijoó, Paris Pesantes, José Dammert, Malory Vargas y Christian Suito.

## Premios, distinciones y nominaciones
| Año  | Premio                                                                                 | Categoría         | Trabajo                               | Resultado |
| ---- | -------------------------------------------------------------------------------------- | ----------------- | ------------------------------------- | --------- |
| 2011 | Concurso de cuentos ISIL                                                               | Mejor cuento      | Común y Corriente                     | Ganador   |
| 2018 | Concurso Nacional de Dramaturgia organizado por la Municipalidad Metropolitana de Lima | Mejor dramaturgia | Magia en una Lima de noche            | Ganador   |
| 2018 | Reconocimiento al Crecimiento Artístico por la Asociación Cultural Diez Talentos       | Reconocimiento    | Él mismo                              | Premiado  |
| 2019 | Premios FAU del Festival Audiovisual de la Universidad San Ignacio de Loyola           | Mejor guion       | De lo agnóstico que puede ser el sexo | Ganador   |
| 2019 | Premios Oficio Crítico a lo mejor del teatro nacional 2019                             | Mejor director    | Magia en una Lima de noche            | Ganador   |
| 2019 | Premios Oficio Crítico a lo mejor del teatro nacional 2019                             | Mejor montaje     | Magia en una Lima de noche            | Nominado  |